# История евреев Киева
История киевских евреев началась в X веке нашей эры и продолжается до XXI века. Она стала частью еврейской истории.

## Средние века и раннее Новое время

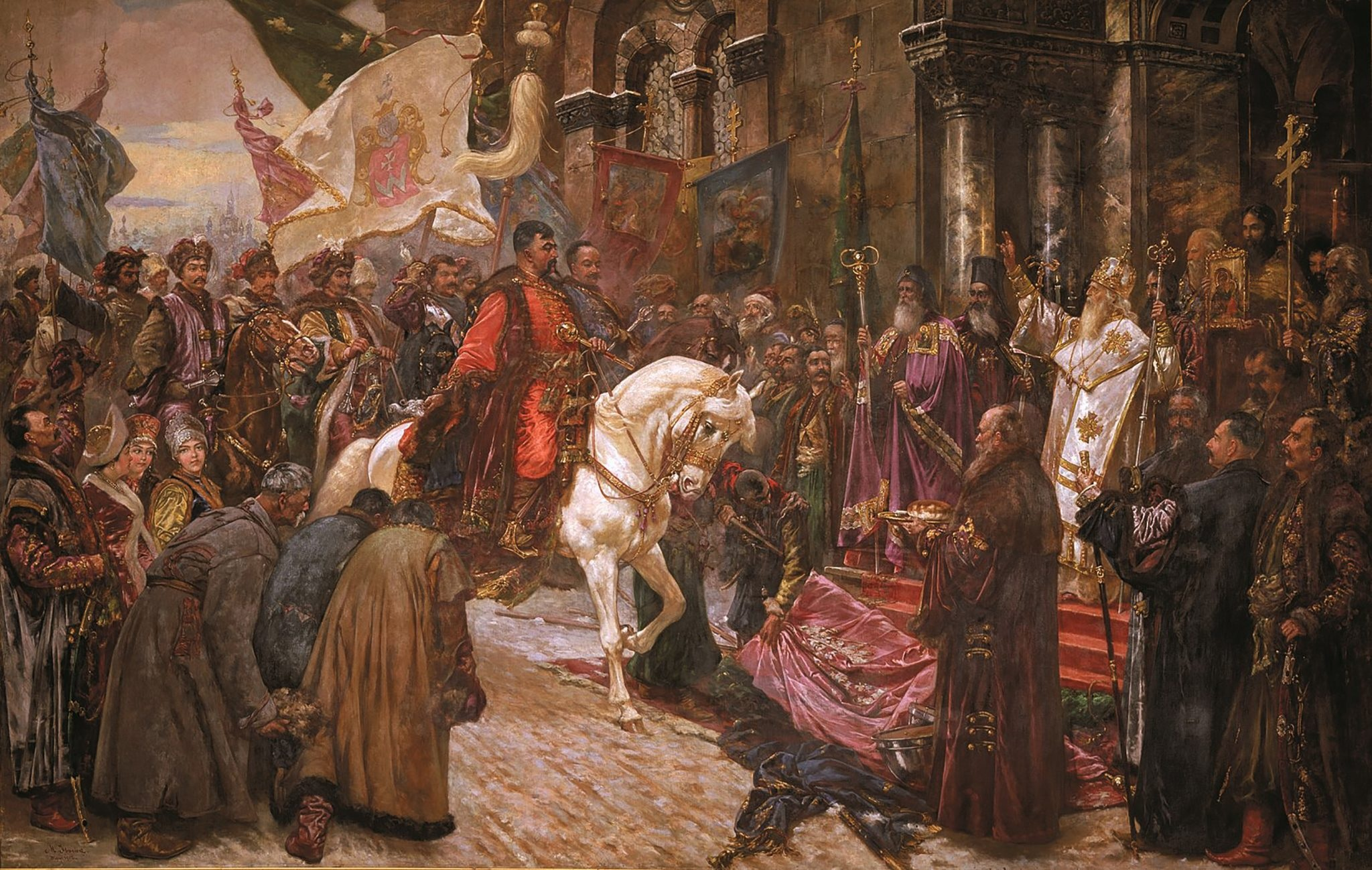
Въезд Богдана Хмельницкого в Киев. Картина Николая Ивасюка, конец XIX века

Первое упоминание о евреях Киева относится к X веку. Сохранилось киевское письмо, написанное местной общиной на древнееврейском языке. Это письмо является самым древним документом, в котором упоминается название города. Известные евреи путешественники Вениамин Тудельский и Петахия из Регенсбурга в XII веке упоминали о Киеве как о городе с большой еврейской диаспорой. Во время Монгольского нашествия на Русь община и весь город были разгромлены. Община была возрождена, когда город после победы в битве на Синих Водах отошёл к Великому Княжеству Литовскому. Во время польско-литовского правления евреям было разрешено селиться в городе; несмотря на это, евреи были изгнаны дважды, в 1495 и 1619 годах.
Во время восстания Богдана Хмельницкого в 1648 году большинство евреев Киева, равно как и других городов Украины были убиты Запорожскими казаками.
После захвата Киева Российской империей евреям было запрещено селиться в городе. Запрет был снят только в 1793 году, после Третьего раздела Речи Посполитой.

## Современная история

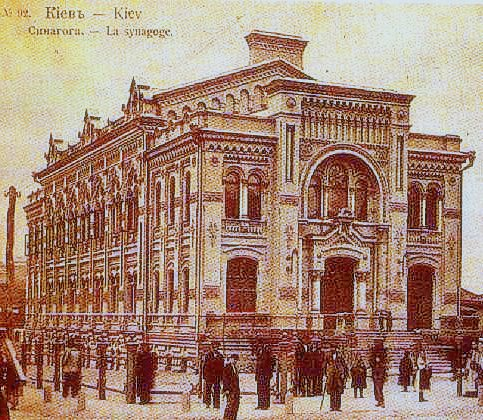
Синагога Бродского в 1901 году; в советское время использовалась как Киевский государственный академический театр кукол; в данное время является синагогой

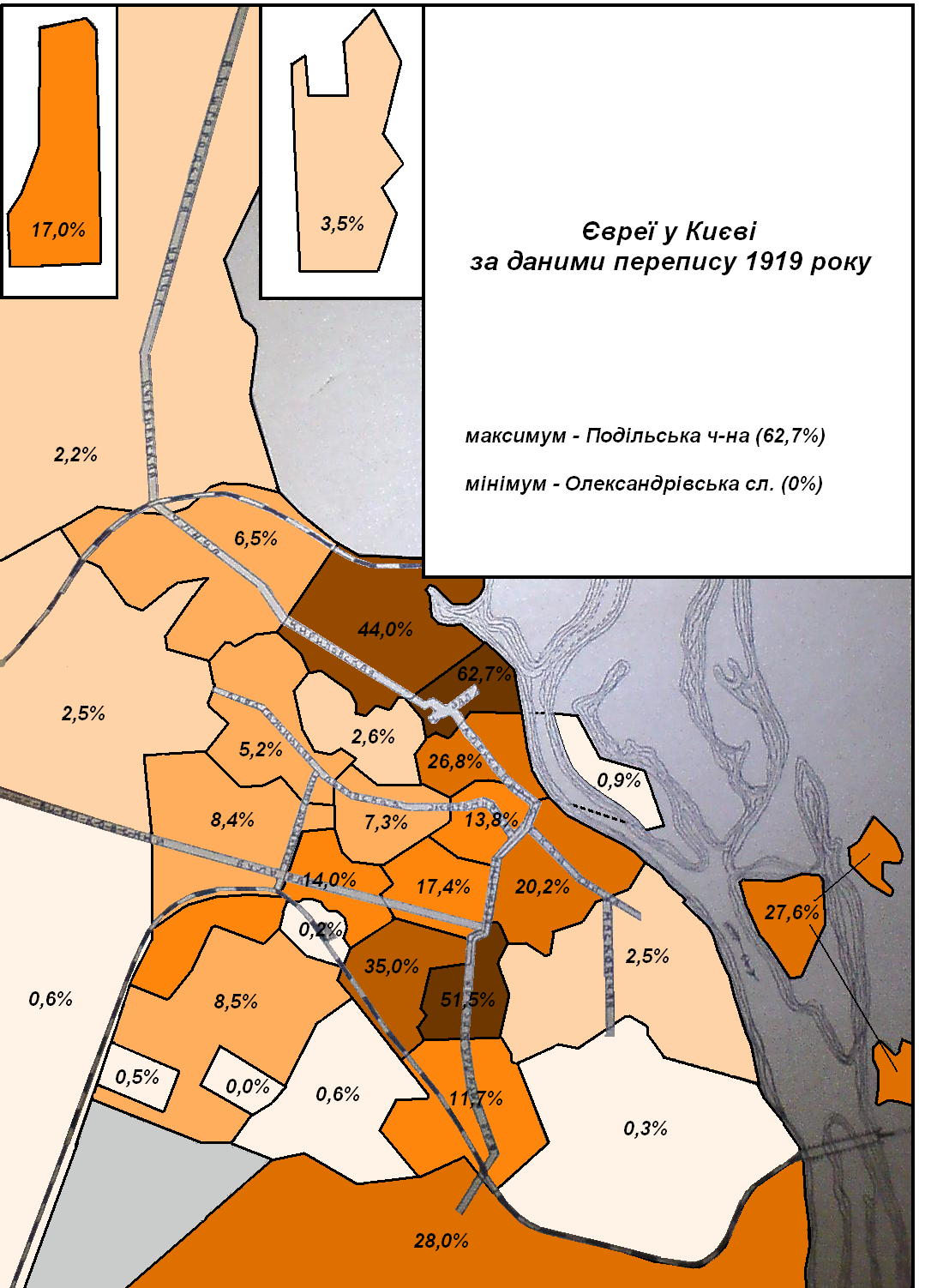
Процент евреев в разных районах Киева по данным 1919 года

В XIX веке еврейская община процветала и была одной из самых больших еврейских общин на Украине. В этот период было построено много синагог, среди них была самая большая синагога Киева, хоральная синагога Бродского. Также, были построены еврейские школы и мастерские.
Община страдала от погромов в 1882 и в 1905 годах. В 1913 году Дело Бейлиса стало самым громким судебным процессом над Киевским евреем в дореволюционной России. Местный еврей Менахем Бейлис был обвинён в убийстве подростка, Андрея Ющинского, Бейлис был осуждён и отправлен в тюрьму. Спустя два года тюрьмы 28 октября 1913 года Бейлис был оправдан.
Во время Русской и украинской революций власть менялась несколько раз, смена власти сопровождалась новыми погромами евреев. После провозглашения Украинской Советской Социалистической Республики (УССР) еврейское население Киева выросло в несколько раз и достигло 224 000 человек (по данным переписи 1939 года).
Когда нацистская Германия захватила Киев, большинство евреев бежало из города. Оставшиеся 33 771 были собраны в Бабьем Яру и были расстреляны 29—30 сентября 1941 года. Этот расстрел стал одним из самых трагических событий во время Холокоста. 15 000 евреев были убиты в Бабьем Яру в 1941—1942 годах.
После войны выжившие евреи вернулись в Киев. После погромов 4 сентября и 7 сентября 1945 года примерно тысяча евреев были избиты, 36 были госпитализированы и пятеро скончались от ранений. В 1946 году в Киеве работала всего одна синагога. Последний главный раввин киевской синагоги Рабби Панет, вышел на пенсию в 1960 и скончался в 1968-м, затем был назначен новый раввин. После распада Советского Союза в 1991 году, большинство евреев Киева уехали из города.
После того как Украина получила независимость, начался этап восстановления жизни еврейской общины. Центром общинной и религиозной жизни города стала еврейская община при синагоге Бродского. На момент в Киеве были открыты две еврейские гимназии, две еврейские воскресные школы, колледж еврейской общины «Эш ха-Тора» и школа «Ор Авнер». Также был открыт монумент памяти в честь жертв Бабьего Яра, «Менора» в котором каждый год проходит церемония памяти.
В настоящее время в Киеве проживает около 20 000 евреев. Они делятся на два иудейских религиозных течения: Хабад (раввин Йонатан Биньямин Маркович) и Карлинский Хасидут (раввин Яаков Дов Блайх). Самые большие синагоги — Хоральная синагога Бродского и Синагога Киевской иудейской религиозной общины.

## Антисемитизм
Во время Евромайдана в 2014 году украинский раввин Моше Реувен Асман призывал евреев покинуть Киев и уехать из Украины, он боялся что евреи могут пострадать от конфликта. Раввин обратился к верующим: «Я сказал прихожанам оставить центр города или уехать из города и если возможно уехать из страны… я не хочу испытывать судьбу… ко мне постоянно приходят данные о намеренье атаковать еврейские учреждения». Форум СFCA (форум координирующий борьбу с антисемитизмом) сообщил о более трёх антисемитских происшествиях, произошедших в Киеве после крымского кризиса в 2014 году. По данным интернет газеты «Обозреватель UA» : «Лидеры еврейской общины столицы Украины обратились с письмом к послу США Джеффри Пайетту, призвав Соединённые Штаты вмешаться в ситуацию и оказать давление на обе стороны политического противостояния с целью предотвращения антисемитских инцидентов. Письмо подписали Александр Левин, глава Киевской еврейской религиозной общины, президент Всемирного Форума русскоязычного еврейства, а также главный раввин Украины Моше-Реувен Асман». Сторонники украинского правительства и украинцы с пророссийскими настроениями обвиняют друг друга в эскалации агрессии по отношению к еврейскому населению Киева. Лидеры украинской еврейской общины утверждают, что последние случаи антисемитизма, среди них три нападения, включая нападение на учителя, в Киеве являются делом рук пророссийски настроенных украинцев. Однако, по данным CFCA, в отчёте, опубликованном правозащитниками Украины, указано, что уровень антисемитизма не вызывает опасения: «Единственным реальным основанием для подобных утверждений является факт участия в широком общественном протестном движении отдельных маргинальных малочисленных национал-радикальных групп. Этого, тем не менее, на наш взгляд, совершенно недостаточно для огульного обвинения участников Евромайдана в антисемитизме. На самом деле, за последние месяцы было зафиксировано больше случаев использования антисемитской риторики со стороны сторонников действующей власти». Как пишет One Republic, раввин Яаков Дов Блайх, глава Объединения иудейских религиозных организаций Украины и главный раввин Киева, подписал письмо с призывом к России прекратить агрессию, и сравнил положение в Крыму с пре-аншлюсом Австрии. Американский историк,Тимоти Снайдер утверждает что среди оппозиционеров есть антисемиты, но среди них так же есть молодые евреи, создавшие «сотни» чтобы бороться с властью. Украинская оппозиция партия «Свобода», является неонацистской партией, поддерживающей Степана Бандеру. Степан Бандера, был основателем националистской партии на Украине ОУН(б) и был лично причастен к погромом против евреев и массовому убийству евреев во время второй мировой войны. Бандера призывал очистить Украину от этнических врагов. Лидер «Свобо́ды» Олег Тягнибок неоднократно делал заявления антисемитского характера.
По мнению американского историка Тимоти Снайдера, противостоящие стороны на Украине использует антисемитизм и евреев как предлог, чтобы дискредитировать оппонента.
Накануне еврейского нового года «Рош Ха-Шана» неизвестные нарисовали свастику на мемориале «Менора» (памятник, посвящённый памяти жертв трагедии в Бабьем Яру). Ещё один акт вандализма произошёл пару месяцев спустя, свастика была нарисована на мемориале В июне 2015 года произошёл взрыв в магазине Roshen в Киеве. Сеть магазинов Roshen принадлежит президенту Украины Петру Порошенко. Ультраправые организации взяли на себя ответственность за этот инцидент и заявили что их цель нанести ущерб «иудейскому диктатору». В этом же месяце произошёл акт вандализма в Бабьем Яру, неизвестные нарисовали свастику на мемориале «Менора». 13 сентября 2015 года в канун еврейского нового года, антисемиты пытались поджечь памятник, огонь удалось остановить. 22 ноября 2015 года на площади Независимости в центре Киева прошёл митинг, названный организаторами «народным вече». На митинге говорили о желание создать новое правительство и о необходимости смены власти, некоторые ораторы высказали антисемитские лозунги, среди них Тарасенко: «хватит терпеть эту власть во главе с президентом Вальцманом, спикером Гройсманом и прочей жидовской швалью», Александр Борозенко: «Идёт война. Страшная война. Мировой сионизм хочет переселить на Украину весь Израиль, весь! И все к этому готовится. Вся эта война — для того, чтоб взять и переселить сюда Израиль. Поймите это! Это их задача. И кровь наших сыновей ничего для них не стоит!».